# AFC 챌린지컵
AFC 챌린지컵(AFC Challenge Cup)은 아시아 축구 연맹의 "신흥 국가들"(AFC에서 구분한 가장 낮은 위치의 국가들)이 참가했던 국가 대항 축구 대회이다. 첫 대회는 2006년 방글라데시에서 열렸다. 2008년 대회와 2010년 대회는 2011년 AFC 아시안컵의 예선 역할을 했고 2012년 대회와 2014년 대회는 2015년 AFC 아시안컵의 예선 역할을 했다. 2019년 AFC 아시안컵부터 본선 진출국 수를 24개국으로 확대하기로 결정함에 따라 2014년 대회를 끝으로 폐지되었다. 그리고 이를 대신해 AFC 솔리대리티컵이 신설되었다.

## 참가 대상

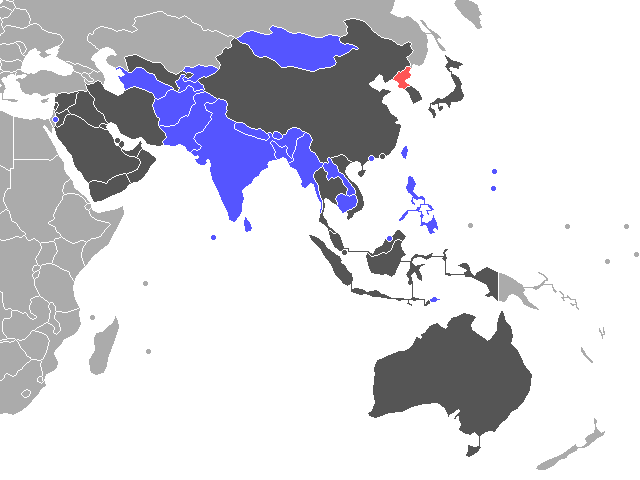
이 지도에서 파란색으로 표시된 국가의 국가대표팀이 AFC 챌린지컵 예선에 참가할 수 있다. 빨간색으로 표시된 국가의 국가대표팀은 과거에 참가했던 팀이다.

아시아 축구 연맹의 23개 국가대표팀이 참가 대상으로 지정되었다. 괄호 안은 참가 대상으로 지정되었던 첫 대회의 개최 연도이며, 참가 대상으로 지정된 첫 대회가 빠른 순서와 가나다순으로 정렬하였다.
| - 괌 (2006년) - 네팔 (2006년) - 동티모르 (2006년) - 라오스 (2006년) - 마카오 (2006년) - 몽골 (2006년) - 방글라데시 (2006년) - 부탄 (2006년) | - 브루나이 (2006년) - 스리랑카 (2006년) - 아프가니스탄 (2006년) - 인도 (2006년) - 중화 타이베이 (2006년) - 캄보디아 (2006년) - 키르기스스탄 (2006년) - 타지키스탄 (2006년) | - 파키스탄 (2006년) - 팔레스타인 (2006년) - 필리핀 (2006년) - 미얀마 (2008년) - 투르크메니스탄 (2008년) - 몰디브 (2010년) - 북마리아나 제도 (2014년) |

투르크메니스탄은 참가 대상으로 지정되지 않았던 2006년 대회를 제외하면 모두 본선에 진출하여, 유일하게 예선에서 탈락한 기록이 없는 팀이다. (예선에 참가한 적이 없는 동티모르와 2014년부터 참가 대상에서 제외된 조선민주주의인민공화국 제외)
참가 대상 팀 지정 연혁은 다음과 같다.
- 2006년 대회 계획 당시 다음 17개 팀을 참가 대상 팀으로 지정했다: 괌, 네팔, 동티모르, 라오스, 마카오, 몽골, 부탄, 브루나이, 스리랑카, 아프가니스탄, 중화 타이베이, 캄보디아, 키르기스스탄, 타지키스탄, 파키스탄, 팔레스타인, 필리핀
  - 2006년 대회에서 동티모르·라오스·몽골이 불참함. 이에 따라 이들을 대체할 팀으로 다음 두 팀이 추가 지정: 방글라데시, 인도
- 2008년: 미얀마, 조선민주주의인민공화국, 투르크메니스탄이 참가 대상 팀으로 추가 지정되면서 참가 대상 팀이 22개 팀으로 늘어났다.
- 2010년: 몰디브가 참가 대상 팀으로 추가 지정되면서 참가 대상 팀이 23개 팀으로 늘어났다.
- 2014년: 이 대회부터 조선민주주의인민공화국이 참가 대상 팀에서 제외되었다. 그러나 이와 동시에 북마리아나 제도가 참가 대상 팀으로 추가 지정되면서 참가 대상 팀의 숫자는 23개 팀으로 유지되었다.

### 과거에 참가했던 팀
- 조선민주주의인민공화국 (2008년 ~ 2012년)

## 경기 결과
| 연도        | 개최국     | 결승전                 | 결승전              | 결승전         | 3, 4위전               | 3, 4위전            | 3, 4위전     |
| 연도        | 개최국     | 우승                   | 결과                | 준우승         | 3위                    | 결과                | 4위          |
| ----------- | ---------- | ---------------------- | ------------------- | -------------- | ---------------------- | ------------------- | ------------ |
| 2006년 상세 | 방글라데시 | 타지키스탄             | 4-0                 | 스리랑카       | 키르기스스탄           | 3, 4위전 없음       | 네팔         |
| 2008년 상세 | 인도       | 인도                   | 4-1                 | 타지키스탄     | 조선민주주의인민공화국 | 4-0                 | 미얀마       |
| 2010년 상세 | 스리랑카   | 조선민주주의인민공화국 | 1-1 (AET) 5-4 (PSO) | 투르크메니스탄 | 타지키스탄             | 1-0                 | 미얀마       |
| 2012년 상세 | 네팔       | 조선민주주의인민공화국 | 2-1                 | 투르크메니스탄 | 필리핀                 | 4-3                 | 팔레스타인   |
| 2014년 상세 | 몰디브     | 팔레스타인             | 1-0                 | 필리핀         | 몰디브                 | 1-1 (AET) 8-7 (PSO) | 아프가니스탄 |

주: 2006년의 4강 진출팀은 알파벳 순으로 나열하였다.

## 국가별 우승 횟수
| 팀                     | 우승           | 준우승         | 3위       | 4위            |
| ---------------------- | -------------- | -------------- | --------- | -------------- |
| 조선민주주의인민공화국 | 2 (2010, 2012) |                | 1 (2008)  |                |
| 타지키스탄             | 1 (2006)       | 1 (2008)       | 1 (2010)  |                |
| 팔레스타인             | 1 (2014)       |                |           | 1 (2012)       |
| 인도                   | 1 (2008)       |                |           |                |
| 투르크메니스탄         |                | 2 (2010, 2012) |           |                |
| 필리핀                 |                | 1 (2014)       | 1 (2012)  |                |
| 스리랑카               |                | 1 (2006)       |           |                |
| 몰디브                 |                |                | 1 (2014)  |                |
| 네팔                   |                |                | 1 (2006^) |                |
| 키르기스스탄           |                |                | 1 (2006^) |                |
| 미얀마                 |                |                |           | 2 (2008, 2010) |
| 아프가니스탄           |                |                |           | 1 (2014)       |

- ^: 3위 결정전 없음.

## 같이 보기
- AFC 솔리대리티컵